# Карфања (Мачерата)
Карфања (итал. Carfagna) насеље је у Италији у округу Мачерата, региону Марке.
Према процени из 2011. у насељу је живело 15 становника. Насеље се налази на надморској висини од 394 м.